# Le Tour-du-Parc
Le Tour-du-Parc é uma comuna francesa na região administrativa da Bretanha, no departamento Morbihan. Estende-se por uma área de 9,33 km². Em 2010 a comuna tinha 1 228 habitantes (densidade: 131,6 hab./km²).